# اسکار نیمایر
اسکار نیمایر (به پرتغالی: Oscar Niemeyer) ‏ (۱۵ دسامبر ۱۹۰۷ - ۵ دسامبر ۲۰۱۲) معمار برزیلی و یکی از طراحان بنای مرکز سازمان ملل در نیویورک است.

## زندگی
نیمایر که نام کامل او اسکار ریبرو آلمئیدا سوارس فیلو بود، سال ۱۹۰۷ میلادی در شهر ریو دو ژانیرو برزیل زاده شد. در همان شهر در سال ۱۹۳۴ از مدرسه هنرهای زیبا درجه مهندسی معماری دریافت کرد. در سال ۱۹۴۵ عضو حزب کمونیست برزیل شد. عضویت در این حزب بارها برایش دردسر آفرین بود. در دوره کودتای نظامی برزیل به دفترش حمله کردند و ناچار از زندگی در اروپا شد.نیمایر در نیمه دهه ۱۹۴۰ از شاگردان لوکوربوزیه طراح و معمار بزرگ سوئیسی بود. نیمایر انسانی مبارز و متعهد بود و در سراسر عمر کمونیستی معتقد باقی‌ماند. او یک بار در مصاحبه‌ای گفت : "همه انسانهای خوبی که در زندگی دیدم، کمونیست بودند". نیمایر از دوستان صمیمی فیدل کاسترو رهبر کمونیست کوبا بود. فیدل کاسترو گفته بود «من و اسکار نیمایر آخرین کمونیست‌های کره زمین هستیم.» او در اوایل دهه ۱۹۸۰ به میهن خود برگشت و در دفتری در مرکز شهر ریودوژانیرو مشغول کار شد. معروف است که بالای میز کار او این جمله نقش بسته بود:"جهان را باید تغییر داد."
نیمایر در فعالیت‌های اجتماعی و سیاسی برای یاری به محرومان تلاش می‌کرد. او گفته بود که همیشه در تلاش است که معماری را به خدمت مردم زحمتکش در آورد و به زندگی آن‌ها اندکی نشاط و شادی وارد کند.
یکی از کارهای مشترک او با لوکوربوزیه معمار سوئیسی، طراحی ساختمان ماندگار سازمان ملل متحد در نیویورک است که با این طرح شهرتی جهانی یافت.
نیمایر به لطف عمر طولانی موفق شد بیش از ۶۰۰ بنای معماری خلق کند. او تا آخرین روزهای عمر خلاق و نوجو بود. همه کارهای او از مهر و نشانی خاص بر خود دارند.
او از شاگردان و مریدان لوکوربوزیه معمار نوگرای سوئیسی به‌شمار می رفت اما بسیاری او را به عنوان "پدر مدرنیسم در معماری" می شناسند.

## برازیلیا
از اوایل دهه ۱۹۵۰ که دولت برزیل قصد داشت شهر برازیلیا را به عنوان پایتخت کشور معرفی کند، طراحی این پروژه بزرگ به نیمایر و دو تن از همکارانش سپرده شد. آن‌ها در طول چهار سال روی زمین شهری افسانه‌ای آفریدند که تجسم حرکت و رنگ و نور بود و بسیاری آن را زیباترین شهر جهان می دانند. شهر به سان پرنده‌های در حال پرواز طراحی شده‌است. یونسکو تمام شهر برازیلیا را بخشی از میراث بشری دانسته است. برازیلیا بزرگ‌ترین طرح معماری او بود و نیمایر در آن بسیاری از اندیشه‌های نوی خود را بکار برد.نقشه‌های زیبای او برای ساختمان‌های اصلی این شهر همچون دو کاخ ریاست جمهوری پلاناتو و آلورادا و ساختمان‌های مجلس سنا و نمایندگان کنگره او را در سطح بین‌المللی به همگان شناساند.

## سبک
خمیره اصلی کارهای نیمایر آهن و پولاد و بتن است. اما او این مواد سخت و زمخت را در قالبی نرم و ظریف عرضه کرد. نیمایر بارها گفته بود که فرم‌های سخت و زوایای حاد و تیز را دوست ندارد. در طرح‌های او سطوح سخت آهن و بتن با هارمونی نرم و مواج به رقص در می‌آید. او گفته بود که خمیدگی‌ها و انحناهای آثارش را از کوه‌های برزیل، امواج رودها و دریاهای میهن و همچنین پیکر موزون زنان کشورش الهام گرفته‌است. در معماری نیمایر خلاقیت و تخیلی جسورانه دیده می‌شود. او معماری را به گردش آزاد رنگ و نور و فضا نزدیک کرد و حتی بناهای سنتی را با نگاهی تازه و بدیع بازساخت. به‌طور مثال در کلیسای جامع برازیلیا، درون کلیسا به جای فضای گرفته و تیره و تار قدیم، فضایی پر روح، زنده و جاندار است که در آن رنگ و نور به پرواز در آمده‌است. او معتقد بود که در سطوح صاف و تیز حس و نشانی غیر انسانی وجود دارد. به نظر او سطوح ملایم، خمیده و ظریف به طبع و ذوق انسان نزدیک تر است. وی در مقاله‌ای می گوید که پیکر انسان برای ما آشناترین و طبیعی‌ترین فرم خارجی است. در بدن آدم هیچ زاویه‌ای نیست، همه اندام‌ها با نرمی و پیچ و خم‌های ظریف به هم گره خورده‌اند.

## آثار
نیمایر آثار معروفی را در سطح جهانی با الهام از منحنی‌ها طراحی کرد که از جمله آن‌ها می‌توان به مقر حزب کمونیست فرانسه در پاریس، مسجد، مرکز مدنی و دانشگاه الجزیره در الجزایر، خانه فرهنگ هاوره فرانسه، دانشگاه قسطنطنیه الجزایر، ساختمان انتشارات موندادوری میلان ایتالیا، مجلس امریکای لاتین در شهر سائوپائولوی برزیل، مرکز توسعه جهانی زبان پرتغالی در لیسبون پرتغال و مرکز فرهنگی بین‌المللی آولیس اسپانیا اشاره کرد.
ساختمان موزه هنرهای مدرن نیتروی از شاهکارهای نیمایر شناخته می‌شود. او این بنای مدرن را در سال ۱۹۸۹ طراحی کرد، یعنی زمانی که ۸۲ ساله بود. او تمام موزه را به سان گلی شکوفا مجسم ساخت که هنر دوستان را از همه طرف به اندرون خود دعوت می‌کند. از آخرین کارهای او مجسمه‌ای به یادبود محاصره اقتصادی کوبا از سوی آمریکا است.
از دیگر آثار او می‌توان به موارد زیر اشاره کرد:
- کاخ کاپانما در ریو دو ژانیرو
- غرفه برزیل در نمایشگاه جهانی نیویورک، ۱۹۳۹
- مجتمع ساختمانی پامپولا در بلو هوریزونته
- پارک ایبیراپوئرا در سائو پائولو
- بنای سازمان ملل متحد در نیویورک
- برازیلیا
- مسجد دولتی پنانگ در مالزی
- دانشگاه حیفا در اسرائیل
- ساختمان کنگره ملی برزیل، یکی از کارهای معروف نیمایر
- کلیسای کتدرال
- سالن کنفرانس سرپوشیده در جنوب ایتالیا
- موزه هنری وولکانو

## جوایز
نیمایر به دلیل خلق آثاری بی بدیل، جوایز متعددی همچون جایزه معماری پریتزکر از مؤسسه هنر شیکاگوی امریکا در سال ۱۹۸۸ ، جایزه لنین در سال ۱۹۶۳، جایزه بنیتو خوارز در سال ۱۹۶۴، جایزه ژولیت کوری در سال ۱۹۶۵، مدال طلای سلطنتی مؤسسه معماری انگلیس در سال ۱۹۹۸ و جایزه ولیعهد اسپانیا موسوم به پرینسیپه استوریاس در رشته هنر در سال ۱۹۸۹ میلادی را دریافت کرد.

## مرگ
نیمایر در حالی که خود را برای برگزاری جشن ۱۰۵ سالگی تولد خود در ۱۵ دسامبر آماده می‌کرد، روز ۲ نوامبر به دلیل سرماخوردگی و عفونت دستگاه تنفسی در بیمارستان "ساماریتانو" بستری شد. او در شرایطی که ورا لوسیا همسرش، فرزندان، نوه‌ها و بستگانش در بیمارستان کنار او بودند، روز چهارشنبه ۵ دسامبر ۲۰۱۲ در آخرین نبردش با بیماری و کهولت سن تسلیم شد و در شهر ریودوژانیرو چشم از جهان فروبست. پیکر او با هواپیما به شهر برازیلیا منتقل شد تا در آنجا برای همیشه آرام بگیرد. دیلما روسف رئیس جمهوری برزیل درپیامی با ابراز تاسف از مرگ نیمایر تصریح کرد : "برزیل امروز یکی از بزرگترین نوابغ خود را از دست داد. او یک انقلابی بود که سبک جدیدی از معماری مبتنی بر زیبایی و منطق را ابداع کرد."

## نگارخانه

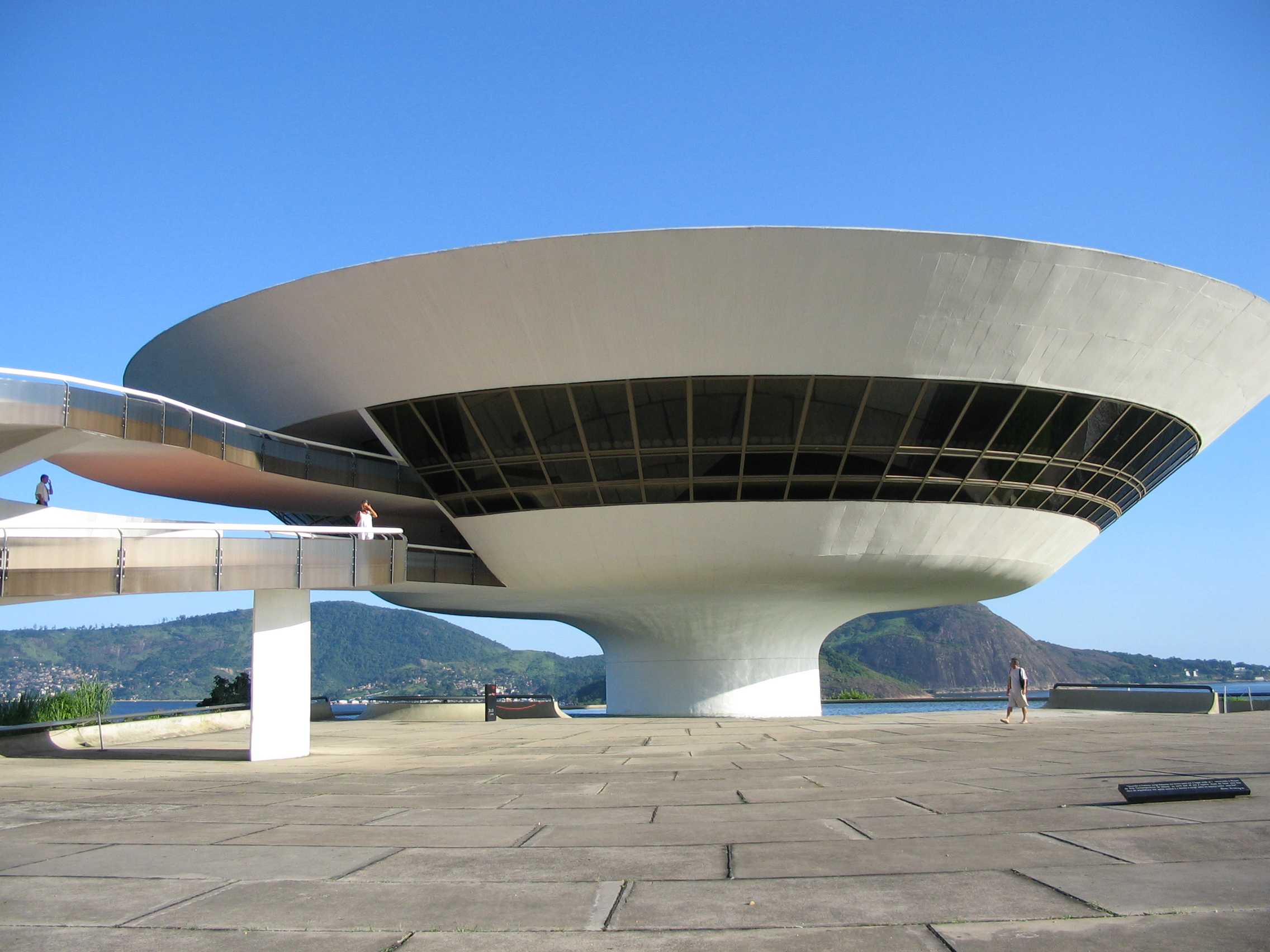
Niterói Contemporary Art Museum، برزیل
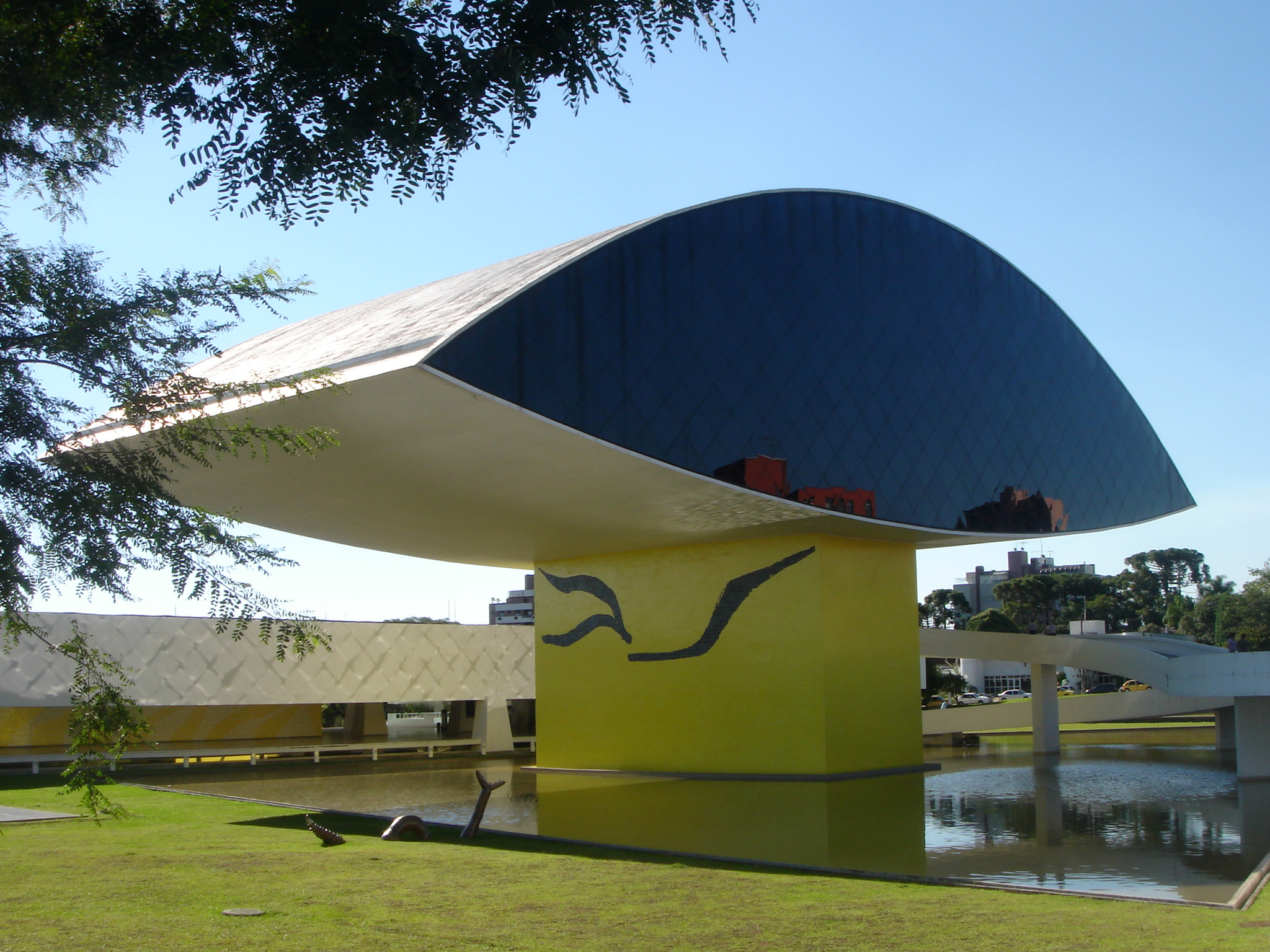
Oscar Niemeyer Museum (NovoMuseu), کوریتیبا، برزیل
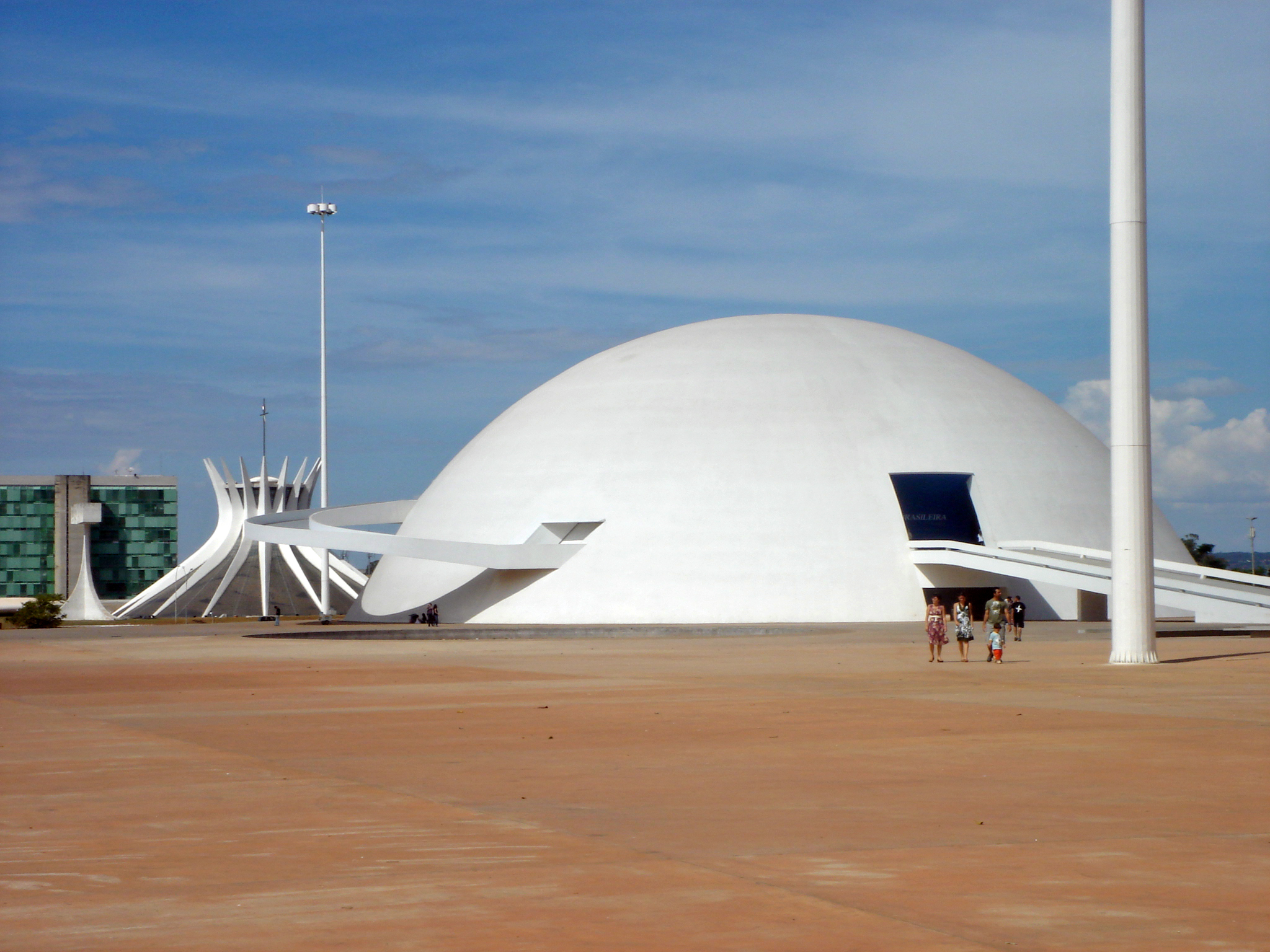
Brazilian National Museum, برازیلیا، برزیل
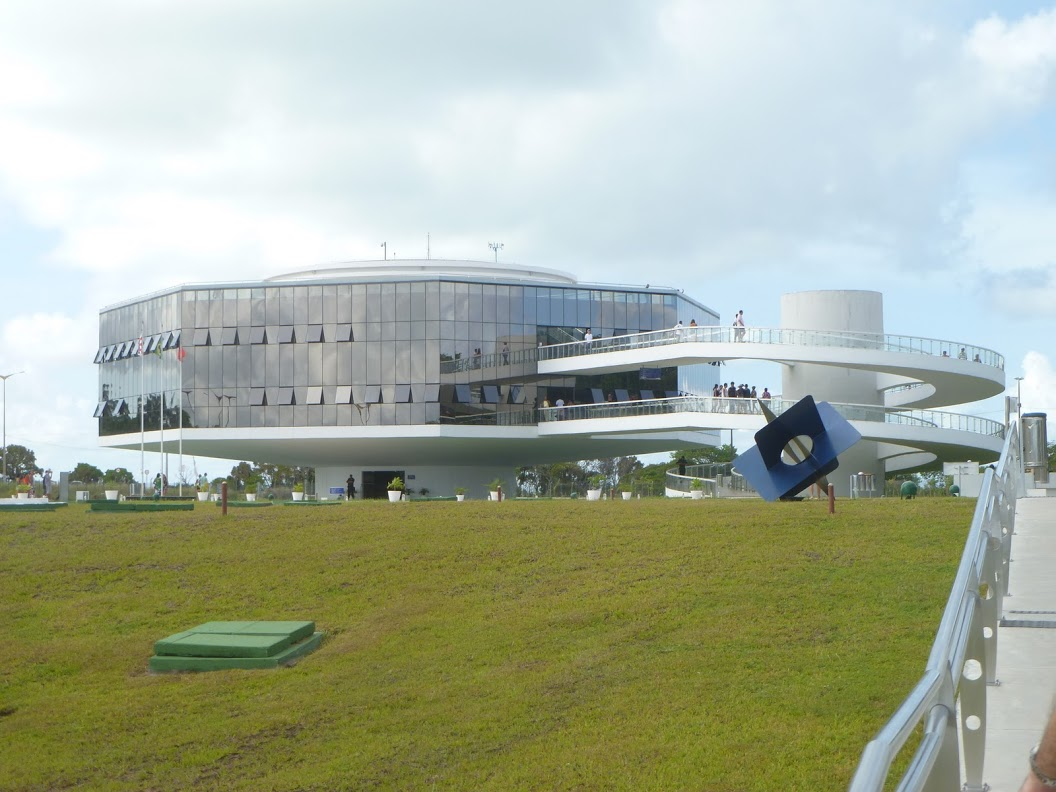
Estação Cabo Branco, ژواو پسوا، برزیل
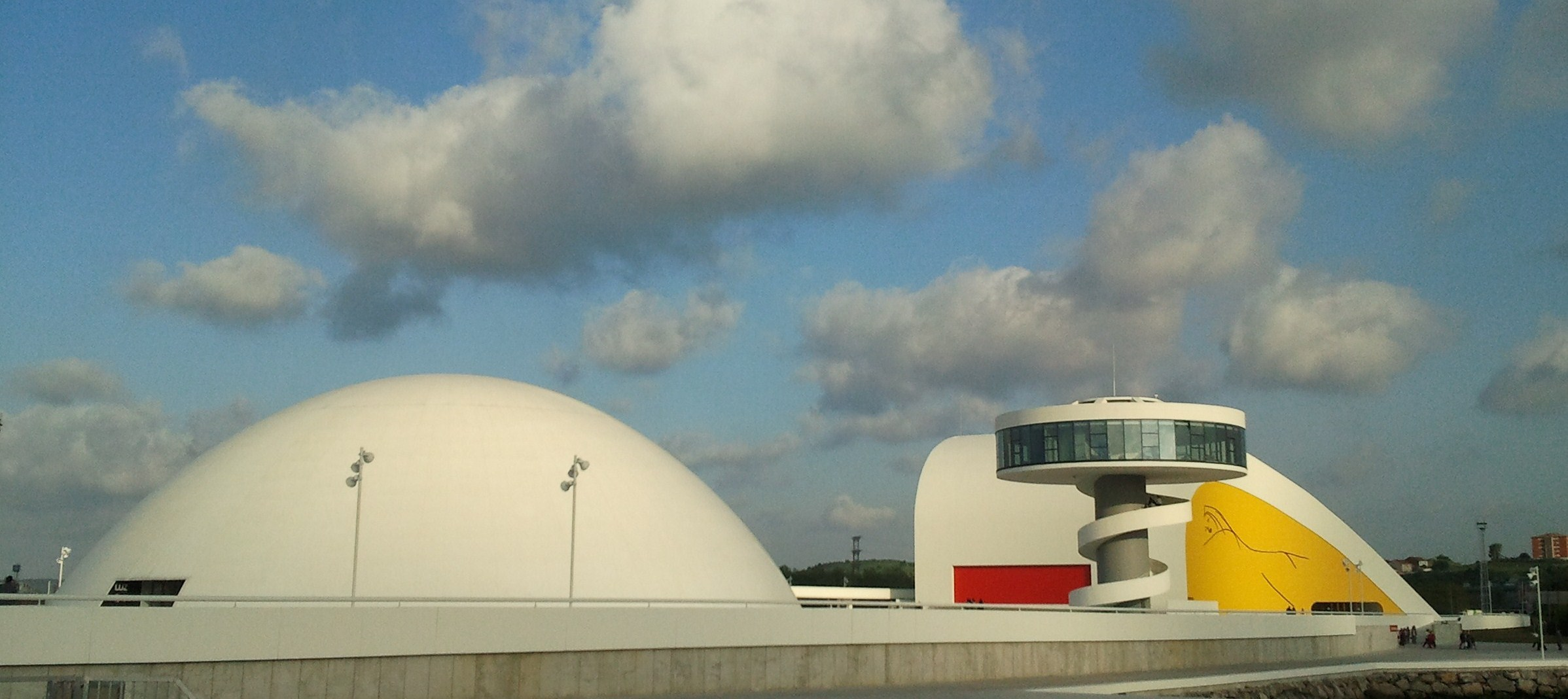
مرکز فرهنگی اسکار نیمایر، آستوریاس، اسپانیا
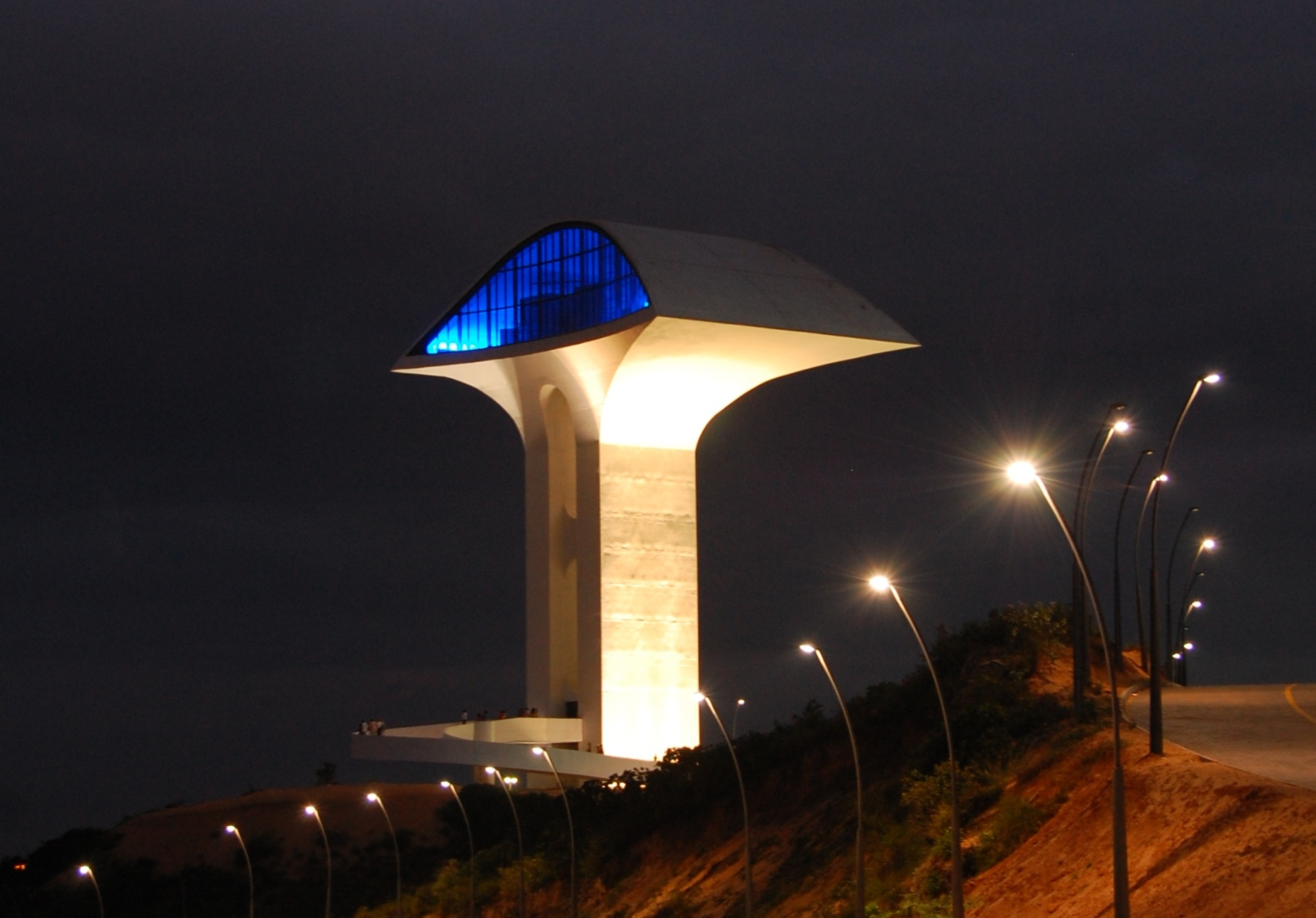
Natal City Park Tower، ناتال، برزیل